# Darcy Pozza
Darcy Pozza (Bento Gonçalves, 9 de julho de 1938 – 8 de novembro de 2017) foi um economista, contabilista e político brasileiro. Filho de Emílio Pozza e de Veneranda Zoldan Pozza, formou-se no curso de Economia pela Universidade Caxias do Sul, em 1963. Entre 1967-1968 foi presidente do Clube Esportivo Bento Gonçalves. Iniciou sua carreira na política em 1968, tomando posse do cargo de vereador de Bento Gonçalves no início de 1969, filiado a Aliança Renovadora Nacional (ARENA). Foi prefeito da cidade por três mandatos (1973-1977; 1997-2000; 2001-2004).
Exerceu o mandato de deputado federal em 1979, três meses após a sua eleição ao cargo e foi deputado federal constituinte entre 1987 e 1991. Após o fim do bipartidarismo, também em 1979, tornou-se filiado do Partido Democrático Social (PDS). Entre os trabalhos que se envolveu na época como deputado estão a participação como titular da Comissão de Transportes e da Comissão de Sistematização (1987-1988). Foi suplente da Comissão de Economia, Indústria e Comércio (1979-1980 e 1986-1987) e de Agricultura e Política Rural (1981-1987). Além disso, participou como membro da Comissão Parlamentar de Inquérito (CPI) sobre a reforma do ensino.
Algumas de suas manifestações em votações da Constituinte foram o voto favorável à pluralidade sindical, ao presidencialismo e o voto contrário ao aborto, à limitação de direito de propriedade privadas e à jornada semanal de 40 horas. Sua atividade política dentro da Câmara se encerrou em janeiro de 1991, concluindo o final de seu mandato. Fez parte do Partido Progressista Reformador (PPR) em 1993 e filiou-se ao Partido Progressista Brasileiro (PPB) em agosto de 1995, legenda na qual fora eleito prefeito de Bento Gonçalves em 2000.
Darcy foi casado com Liette Tesser Pozza, com quem teve duas filhas. Em 2012, sofreu um acidente vascular cerebral enquanto participava de um comício de campanha para um dos candidatos a prefeito daquela época, Guilherme Pasin, que acabou sendo eleito. A situação de sua saúde complicou-se e vivia com sequelas desde então. Em outubro de 2017, Darcy foi hospitalizado e, em novembro, aos 79 anos, faleceu.